# Lucien Guillier
Lucien Guillier (né le 19 décembre 1926 à Paris et mort le 4 décembre 2019 à Villepinte) est un athlète français, spécialiste du lancer du poids et du lancer du disque.

## Biographie
Il remporte le concours du lancer du poids lors des championnats de France d'athlétisme 1952.
Il participe aux Jeux olympiques d'été de 1952. Éliminé lors des qualifications du lancer du disque, il se classe 11e de l'épreuve du lancer du poids.